# Lodenfrey-Park
Der Lodenfrey-Park ist die ehemalige Produktionsstätte der Firma Lodenfrey, die in einen Gewerbepark umgewandelt wurde. Er befindet sich im Münchner Stadtteil Schwabing am Rande des Englischen Gartens.

## Geschichte
Der Tuchmacher Johann Georg Frey richtete 1842 in der Adalbertstraße in München eine Manufaktur ein, in der auf zehn Webstühlen Wollstoffe produziert wurden. Acht Jahre später zog das Unternehmen in die Tivolistraße um. Produziert wurden jetzt auch Seidenstoffe, Satin und Samt; später spezialisierte Frey sich auf Loden.
1870 begann man in der Osterwaldstraße in Schwabing mit dem Bau einer Fabrik. Freys Walkmühle wurde vom Schwabinger Bach angetrieben. Diesen Bach nutzt man auch bis heute zur Elektrizitätsgewinnung; das alte Turbinenhaus ist erhalten geblieben.
Ab 1927 wurden auf dem Gelände nicht mehr nur Stoffe, sondern auch fertige Kleider produziert. Während der NS-Diktatur fertigte Lodenfrey Uniformen. Man pries sich selbst als „Kleiderkammer für den braunen Soldaten, für Hitler-Jungens und Hitler-Mädels“ an. Spätestens seit August 1942 mussten auch Häftlinge aus dem KZ Dachau hier Zwangsarbeit verrichten. Ein festes Außenkommando mit etwa 30 Häftlingen existierte von Juni 1944 bis April 1945.
In den 1980er Jahren verlegte Loden-Frey die Produktion an andere Standorte, u. a. nach Ungarn und Rumänien. Dadurch wurden das Fabrikgelände und die Gebäude für eine neue Nutzung frei. 1988 wurde eine Vermietungsgesellschaft gegründet, die die einstige Produktionsstätte von Loden-Frey in einen Gewerbepark umwandelte. Auf der Mietfläche mit etwa 25.000 Quadratmetern siedelten sich etwa 100 Unternehmen an. Das Gelände selbst ist etwa 35.000 Quadratmeter groß und mit 14 Gebäuden bebaut. Es bietet auch einen Swimmingpool, Tennisplätze und eine Kantine. Genutzt wird es von etwa 800 Arbeitnehmern.